# 2014年中国APEC峰会

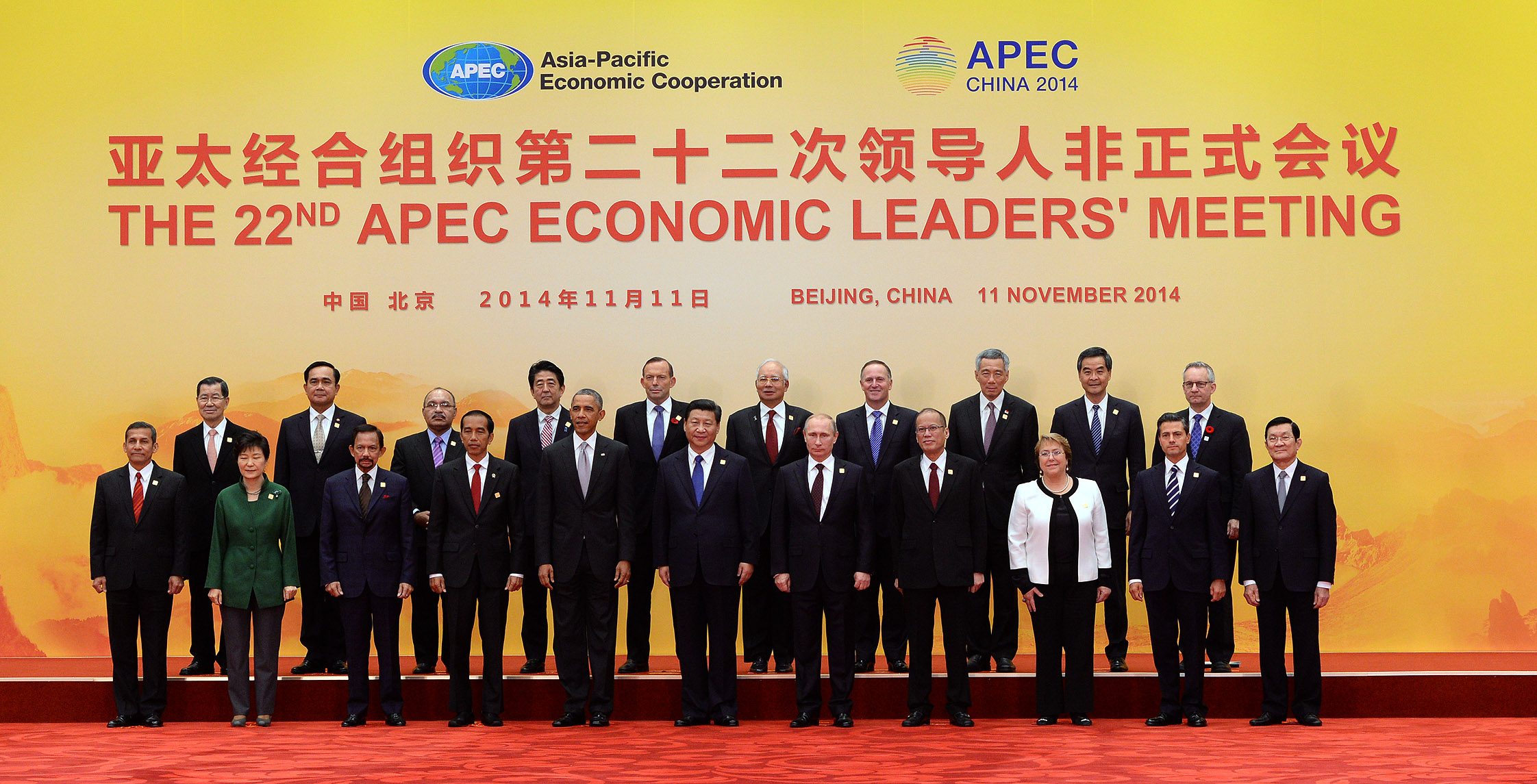
2014年11月11日，亚太经合组织第二十二次领导人非正式会议在北京雁栖湖国际会展中心举行，此为与会领导人合影

2014年中国APEC峰会，全称亚太经合组织第二十二次领导人非正式会议（英語：THE 22ND APEC ECONOMIC LEADERS' MEETING），本届会议正值亚洲太平洋经济合作组织成立25周年之际召开，是第26届亚太经合组织领导人年度会议，于2014年11月10日至11日在北京怀柔区雁栖湖举行，会议主持为中华人民共和国主席习近平。
中国繼於2001年在上海第一次举办APEC峰会（第13届，由时任中華人民共和國主席江泽民主持）後，本次在北京举办的第26届APEC峰会是时隔13年后在中国的第二次举办。
该次峰会通过了《亚太经合组织第二十二次领导人非正式会议宣言》（《北京纲领（宣言）》），提出并通过了致力于旨在打击跨国腐败的的《北京反腐败宣言》。

## 与会經濟體

### 美國

2014年11月10日，奥巴马乘坐的波音VC-25专机降落在北京首都国际机场

应习近平邀请，2014年11月10日上午9时15分，美国总统巴拉克·奥巴马乘坐专机抵达北京，从11月10日至12日展开为期3天的中国行程。奥巴马一行出席亚太经合组织领导人非正式会议，同时对中国进行国事访问，并与习近平会面，两国元首就中美关系、中美经济和共同关心的重大国际与地区问题深入交换意见。奥巴马又分别与中国国务院总理李克强和全国人大常委会委员长张德江会面。此次美方派出一个阵容强大的代表团参加本次APEC峰会，除总统巴拉克·奥巴马本人外，还包括美国国务卿约翰·克里、美国贸易代表迈克·弗洛曼、美国商务部长潘妮·普利茨克、美国农业部长汤姆·维尔萨克等。此次APEC峰会是美国总统巴拉克·奥巴马连续两年缺席APEC峰会后，再度到场参会。

### 俄羅斯
俄罗斯总统弗拉基米尔·弗拉基米罗维奇·普京2014年11月9日抵达北京，与习近平讨论了在各个领域使用人民币结算的可能性，其中包括军事技术合作等敏感领域。双方签署了包括俄罗斯天然气工业股份公司与中国石油天然气集团公司关于供气框架协议等数十份合作文件，普京还将一部第一款由俄罗斯自主研发和生产的尤塔智能手机（YotaPhone）赠送给习近平，这部手机内专门加载了俄罗斯、中华人民共和国和亚太经合组织的标志图片。

### 日本
继2014年11月7日中日宣布就改善关系达成“四点共识”后，2014年11月9日中午，日本内阁总理大臣安倍晋三携夫人安倍昭惠从羽田机场出发，乘飞机抵达北京，出席亚太经合组织领导人非正式会议，这是安倍晋三在中日持续多时的钓鱼岛危机后的首次访华。

### 韓國
习近平2014年11月10日在人民大会堂会见韩国总统朴槿惠。

### 加拿大
2014年10月28日，加拿大总理史蒂芬·哈珀办公室发言人表示，哈珀将取消出席11月份在中国举行的亚太经济峰会，他将留在渥太华，出席一个全国纪念仪式，纪念为国捐躯的士兵。同时，哈珀总理也在忙于处理三天内连续发生的两起举国震惊的枪击恐怖袭击事件，袭击事件发生在加拿大的政治心脏联邦议会大厦，事件发生时，哈珀总理和两党党团议员们正在里面开会，与枪手仅一墙之隔。
2014年10月31日，中国驻加拿大罗照辉大使与加拿大总理哈珀在加拿大总理府共同出席记者发布会，宣布哈珀总理于2014年11月初正式应中国国务院总理李克强邀请访华并出席在北京召开的亚太经合组织领导人非正式会议。哈珀总理表示，他热切期待对中国进行他所任内的第三次访问，结识中国新一届领导人，就两国关系和相关国际地区问题深入交换意见，推动两国经贸合作、人文交往取得新进展，迈上新台阶。加政府和人民高度重视加中关系，他感谢中国领导人能灵活调整日程，使他的中国之行得以顺利实现。
2014年11月8日，李克强在北京人民大会堂北大厅举行仪式，欢迎来华进行正式访问的加拿大总理斯蒂芬·哈珀。
2014年11月9日，习近平在北京人民大会堂会见加拿大总理哈珀。哈珀表示，加中关系对加方越来越重要，我对这次访问感到满意，更对未来两国合作充满期待。加拿大无意收留逃犯，愿意在遣返方面同中方开展合作。

### 墨西哥
应习近平邀请，墨西哥合众国总统恩里克·培尼亚·涅托于2014年11月10日至11月13日到访中国出席亚太经合组织领导人非正式会议，同时对中国进行国事访问。

### 澳大利亚
2014年11月10日上午，李克强在人民大会堂会见澳大利亚总理托尼·阿博特。

### 马来西亚
2014年11月10日上午，李克强在人民大会堂会见马来西亚首相纳吉·阿都拉萨。

### 中国香港
香港特别行政区行政长官梁振英表示，将在参加此次APEC峰会时探讨“沪港通”开通的相关问题。

### 中華臺北
前中華民國副總統、两岸共同市场基金会荣誉董事长萧万长经总统马英九的委请，作为APEC特使出席此次北京峰会，并在人民大会堂会见中共中央总书记习近平。代表名单见亞太經濟合作會議中華臺北領袖代表列表。

### 巴基斯坦
2014年11月8日，李克强在北京人民大会堂会见来华出席加强互联互通伙伴关系对话会的巴基斯坦总理纳瓦兹·谢里夫。同日，习近平在人民大会堂会见谢里夫。习近平指出，中巴是铁杆朋友和全天候战略合作伙伴，中方愿意同巴方共同维护南亚地区的和平、稳定、发展。谢里夫表示，加强同中国的战略合作是巴基斯坦外交的基石，巴基斯坦人民热切期待习近平尽早对巴基斯坦进行国事访问，就像家里的亲人走动一样。习近平对此表示感谢，愿意尽快成行。国务院副总理张高丽随后在钓鱼台国宾馆会见了谢里夫。

### 印度
2014年7月14日，习近平和2014年5月刚刚上任的印度总理纳伦德拉·莫迪在“巴西金砖国家首脑会议”举行的首次会面中，习近平先于美国邀请纳伦德拉·莫迪参加将于2014年11月举行的APEC北京峰会。印度多家媒体广泛报道了这份隆重的邀请，并且都表示：印度几十年来积极致力于加入APEC组织，但始终被拒绝，这是印度首次受邀参加APEC峰会。《印度时报》评论称，中国领导人先于美国邀请印度赴会，这是习近平所要表达的重要政治信号，标志着对印度的善意。
2014年10月28日左右，纳伦德拉·莫迪表示，目前的外交访问太多，已经决定不出席本次在北京召开的APEC峰会。

## 与会领袖

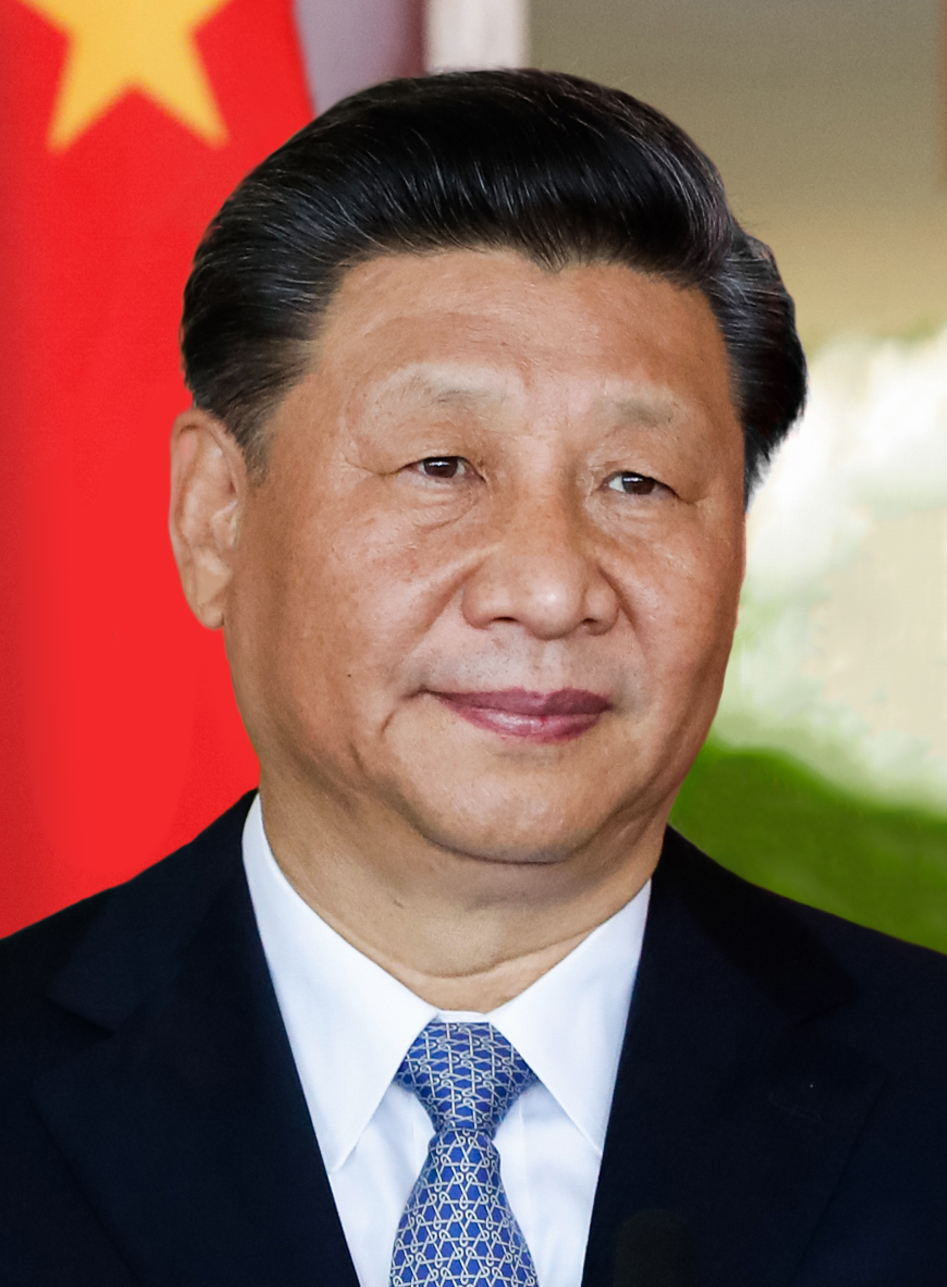
中华人民共和国（主办国） 中华人民共和国主席习近平
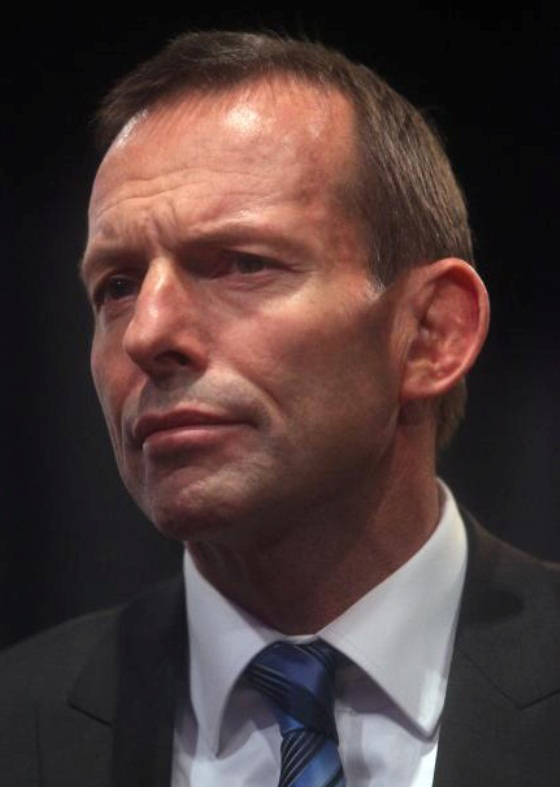
澳洲 总理托尼·阿博特
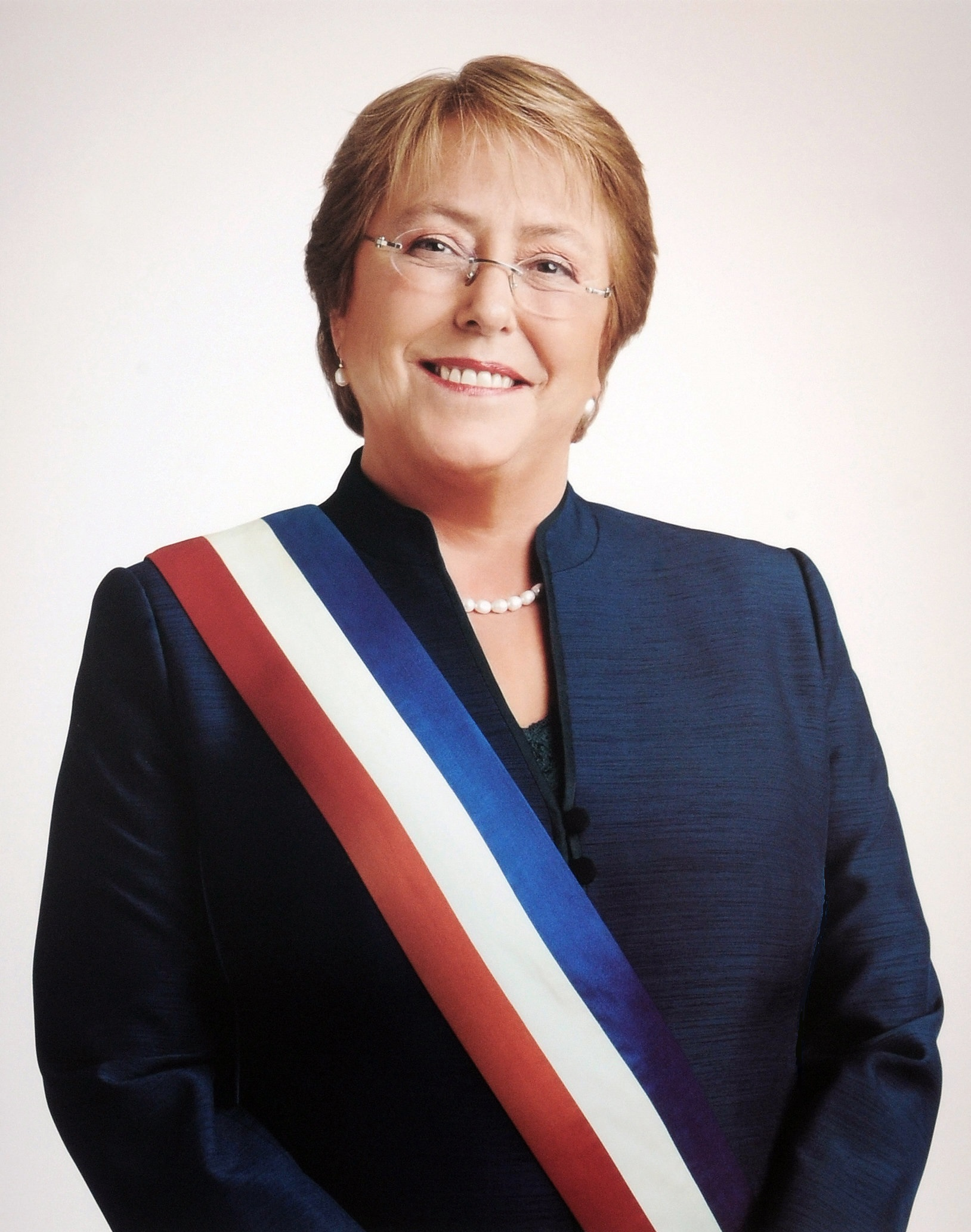
智利 总统巴切莱特
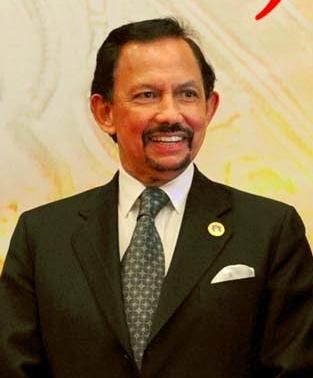
文莱 苏丹哈桑纳尔·博尔基亚
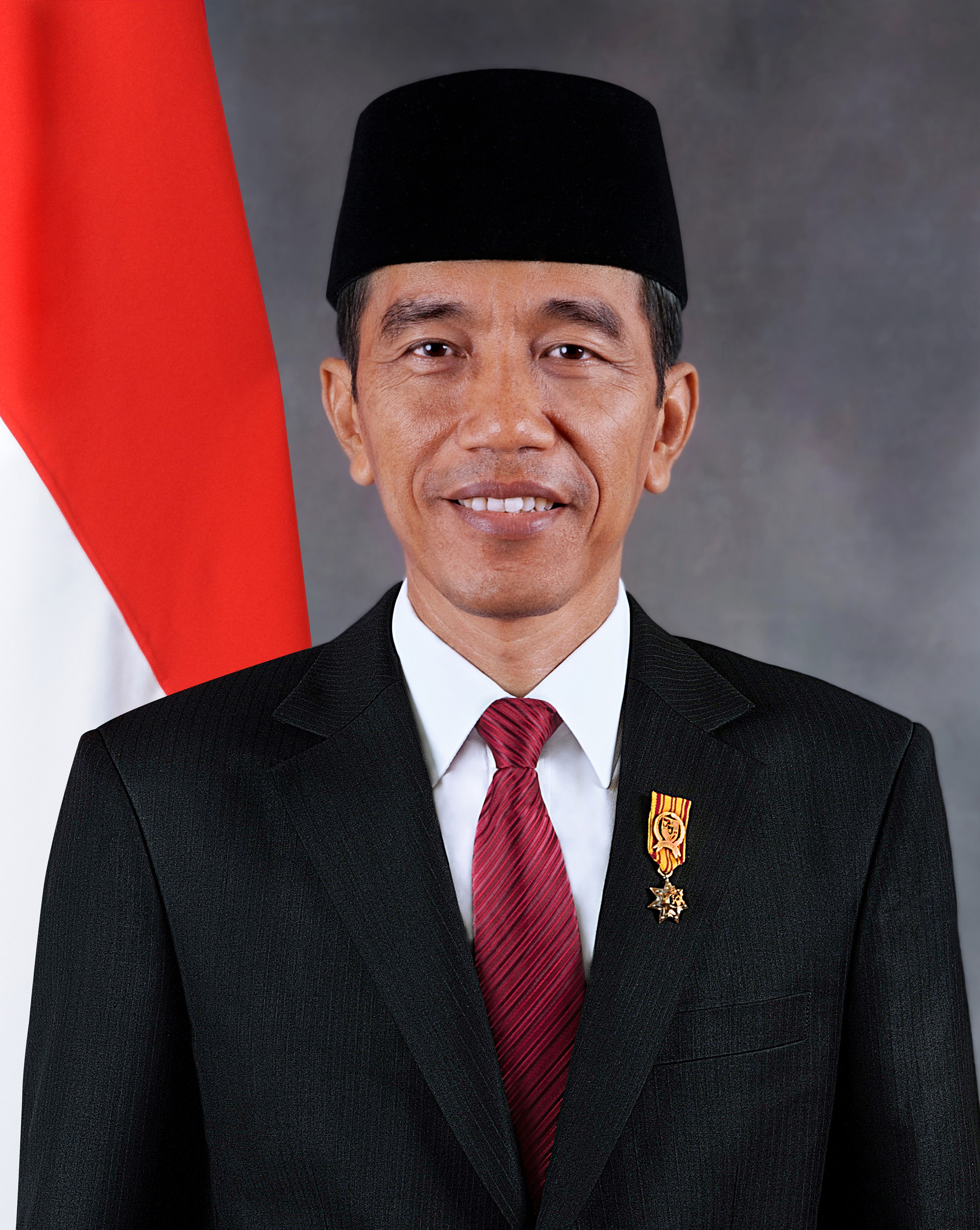
印度尼西亞 总统佐科·维多多
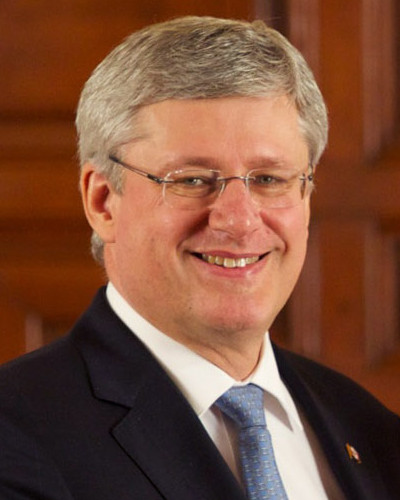
加拿大 总理斯蒂芬·哈珀
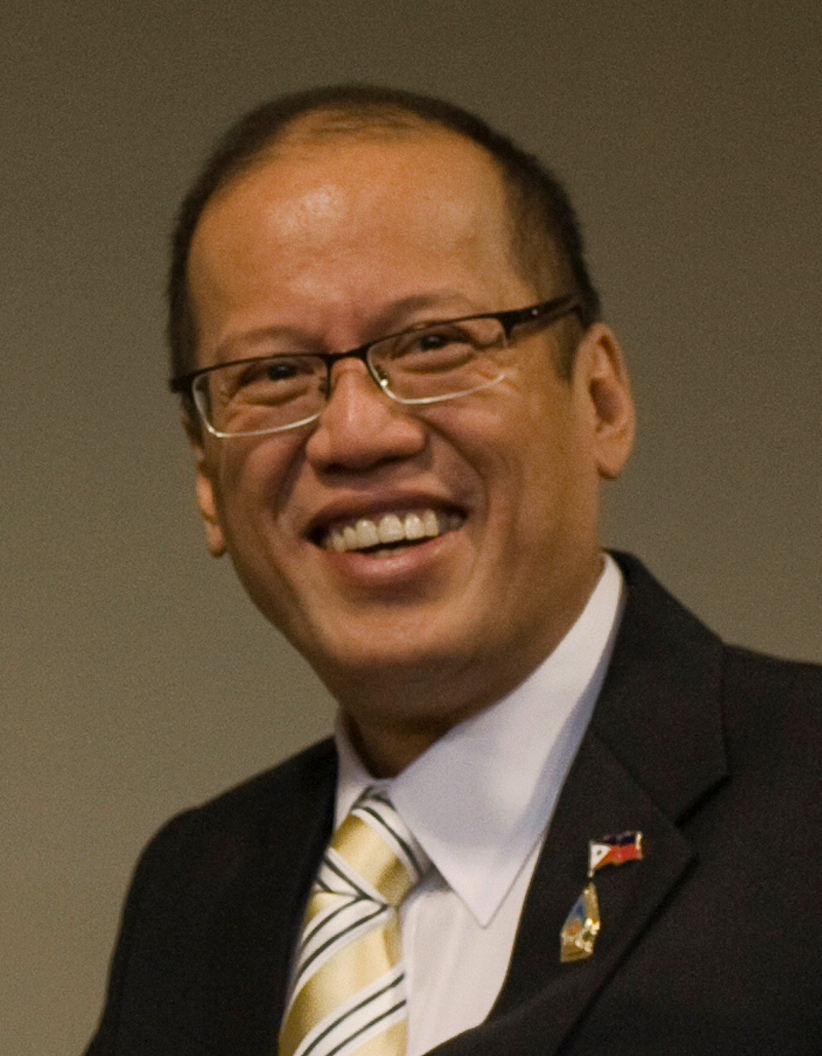
菲律宾 总统贝尼格诺·阿基诺三世
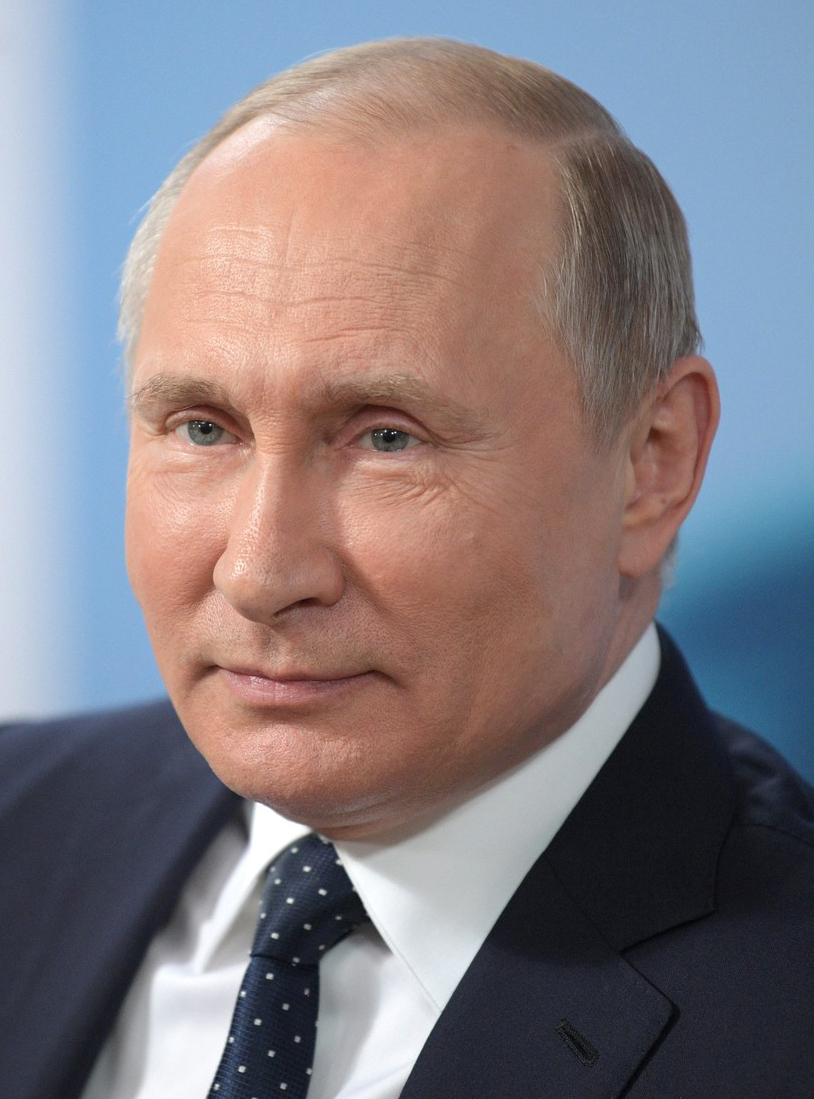
俄羅斯 总统普京
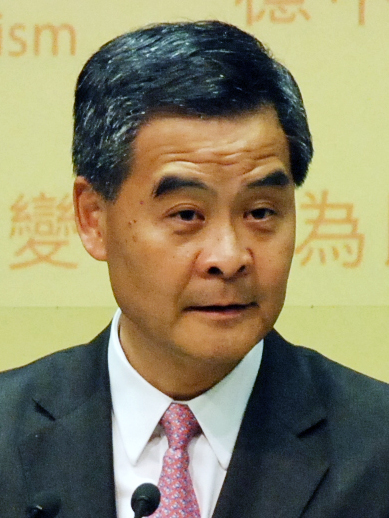
中國香港 行政长官梁振英
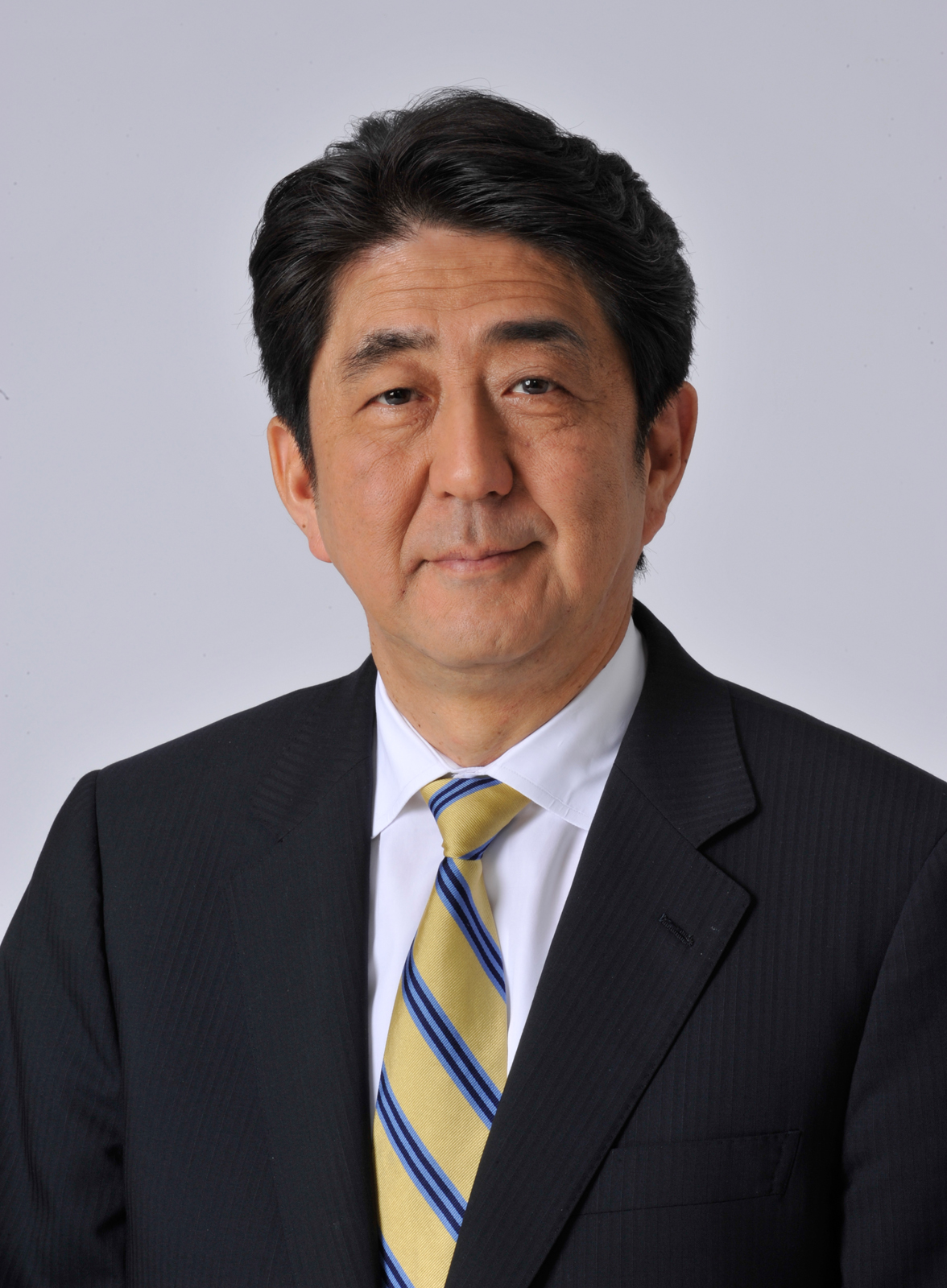
日本 内阁总理大臣安倍晋三
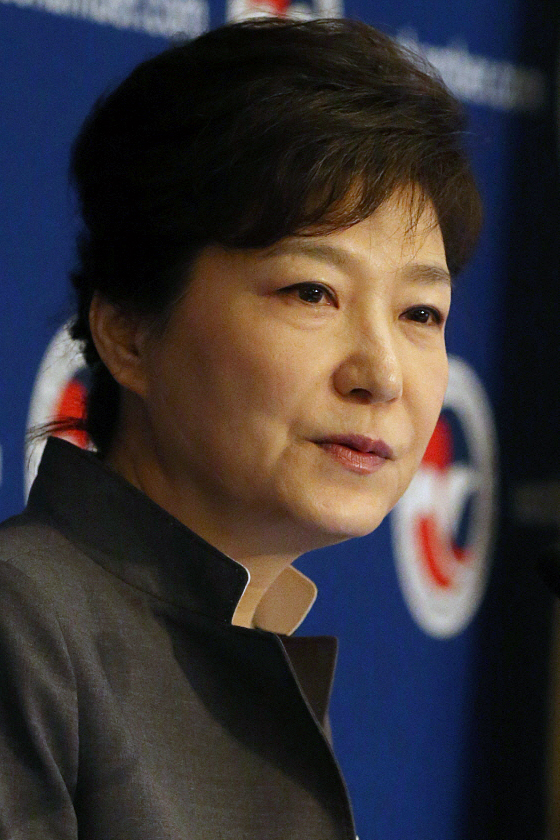
南韓 总统朴槿惠
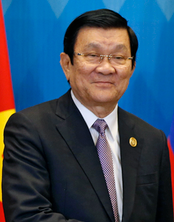
越南 国家主席张晋创
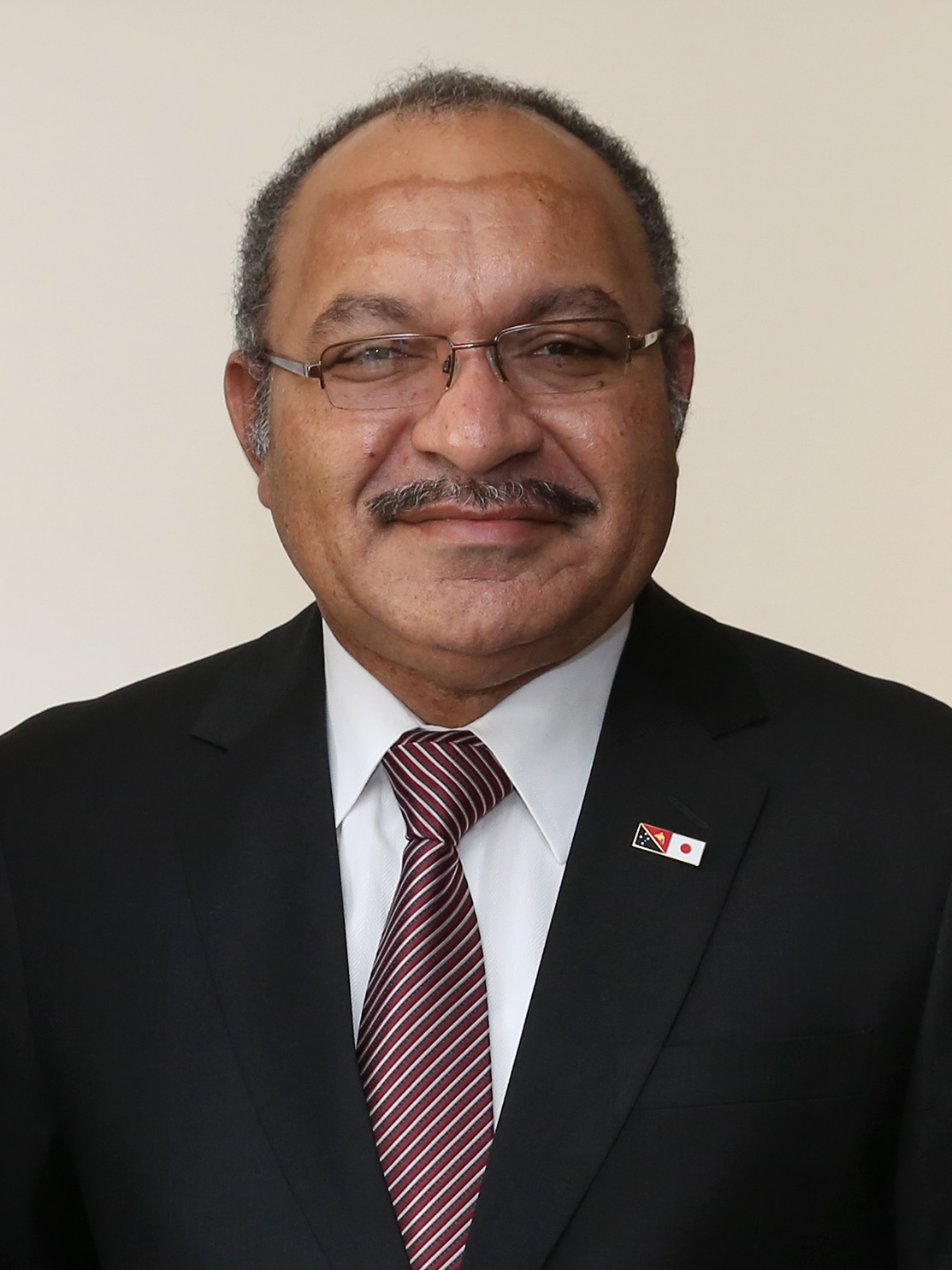
巴布亞紐幾內亞 总理彼得·奥尼尔
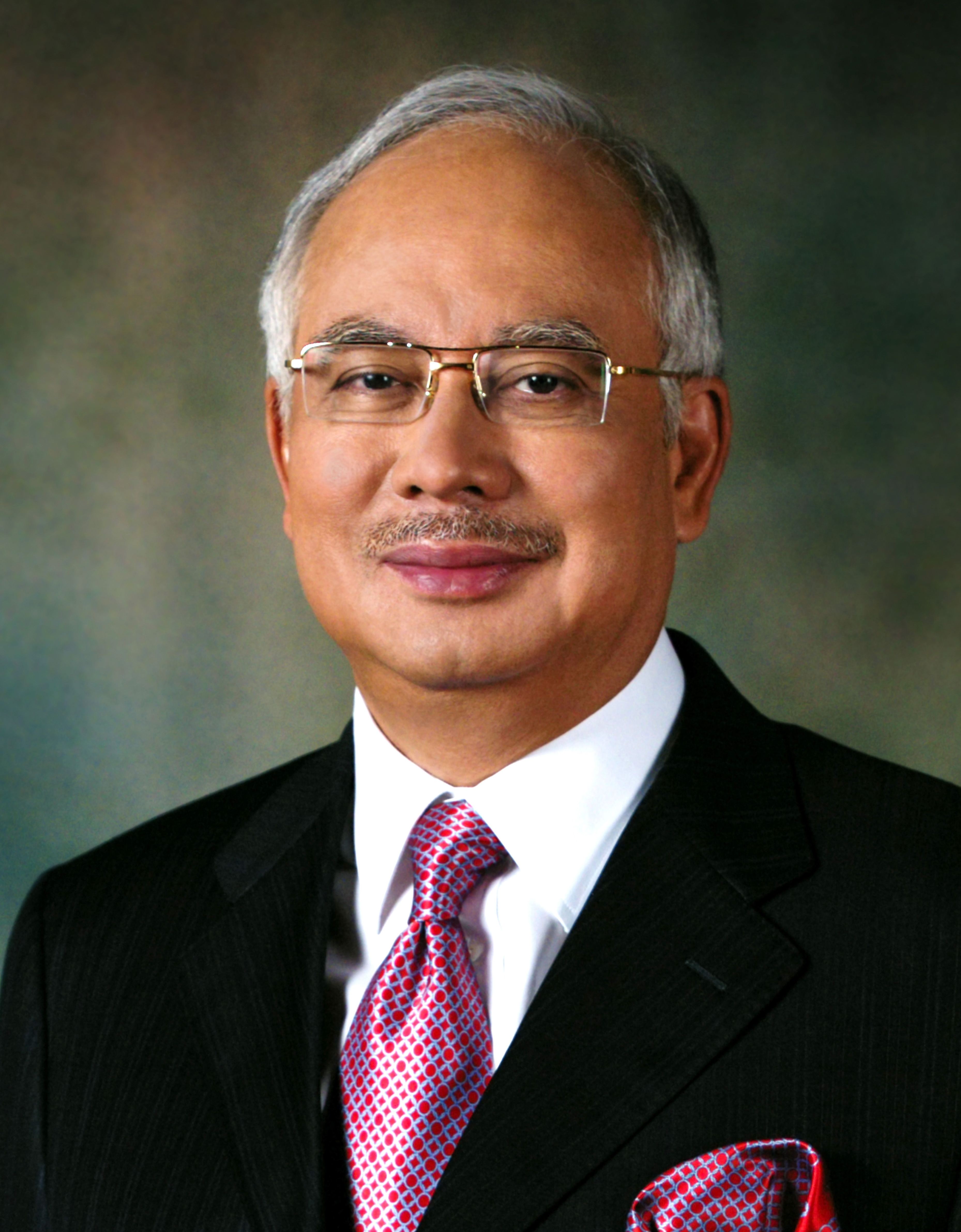
马来西亚 首相纳吉布
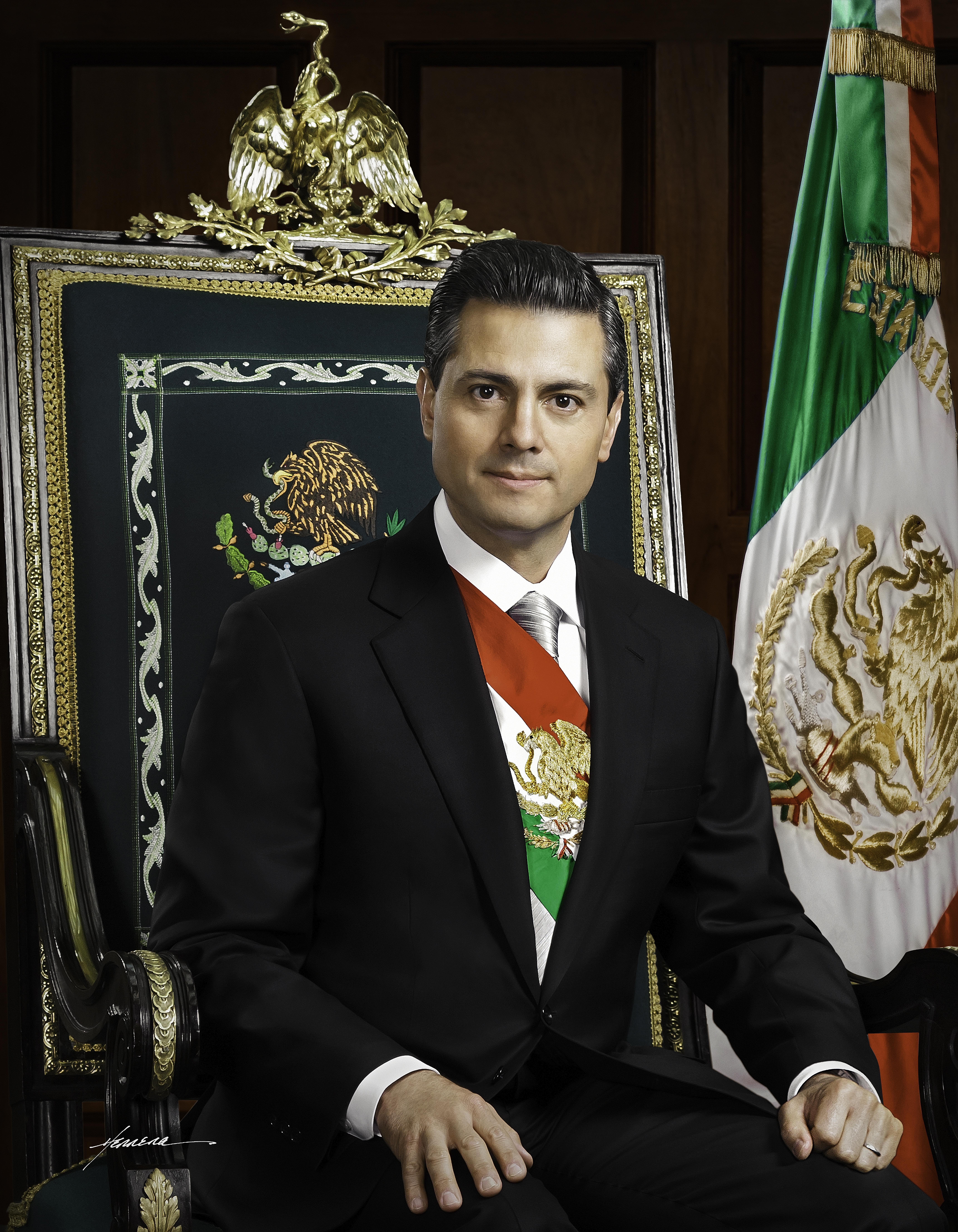
墨西哥 总统恩里克·培尼亚·涅托
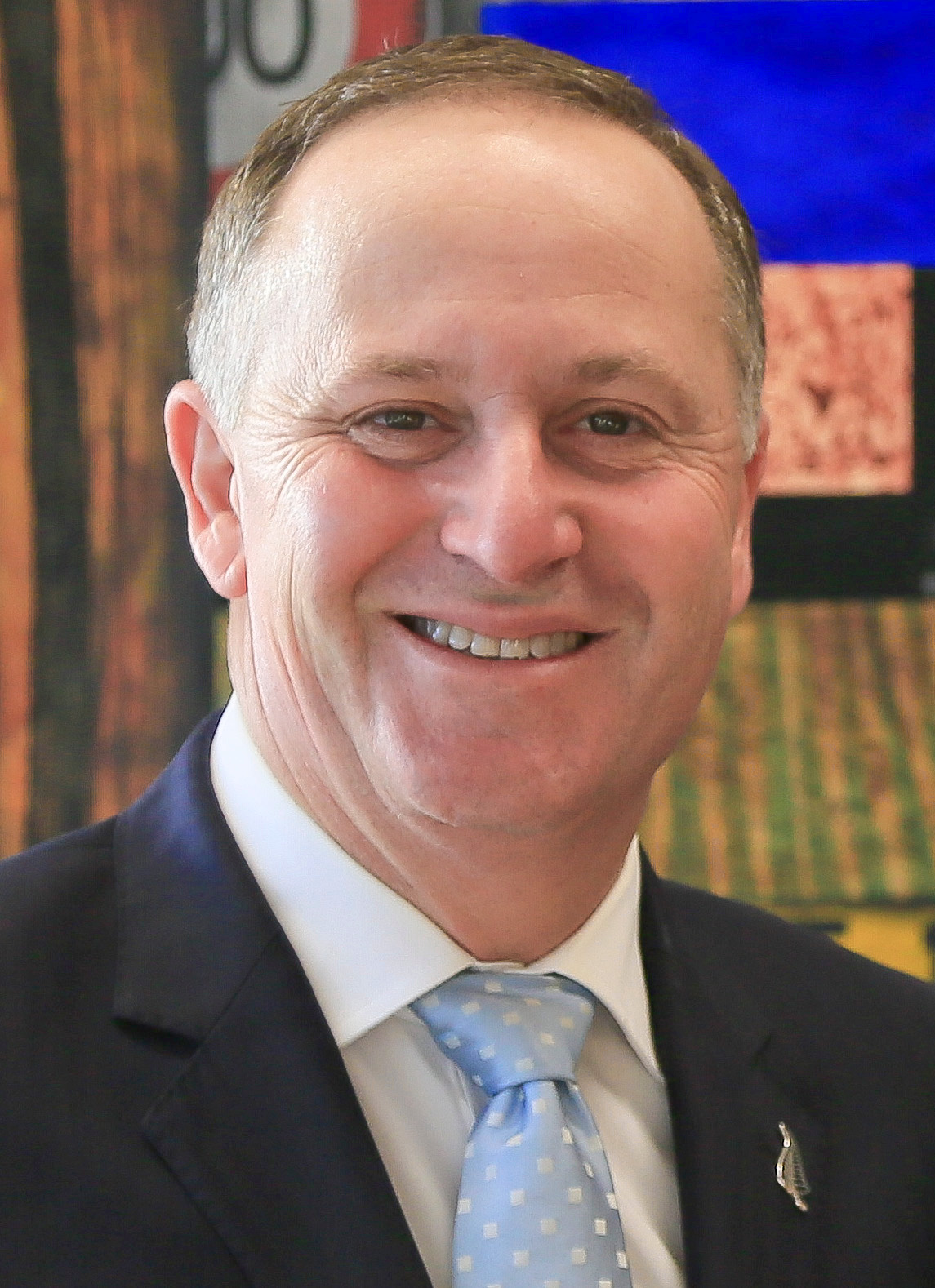
紐西蘭 总理约翰·基
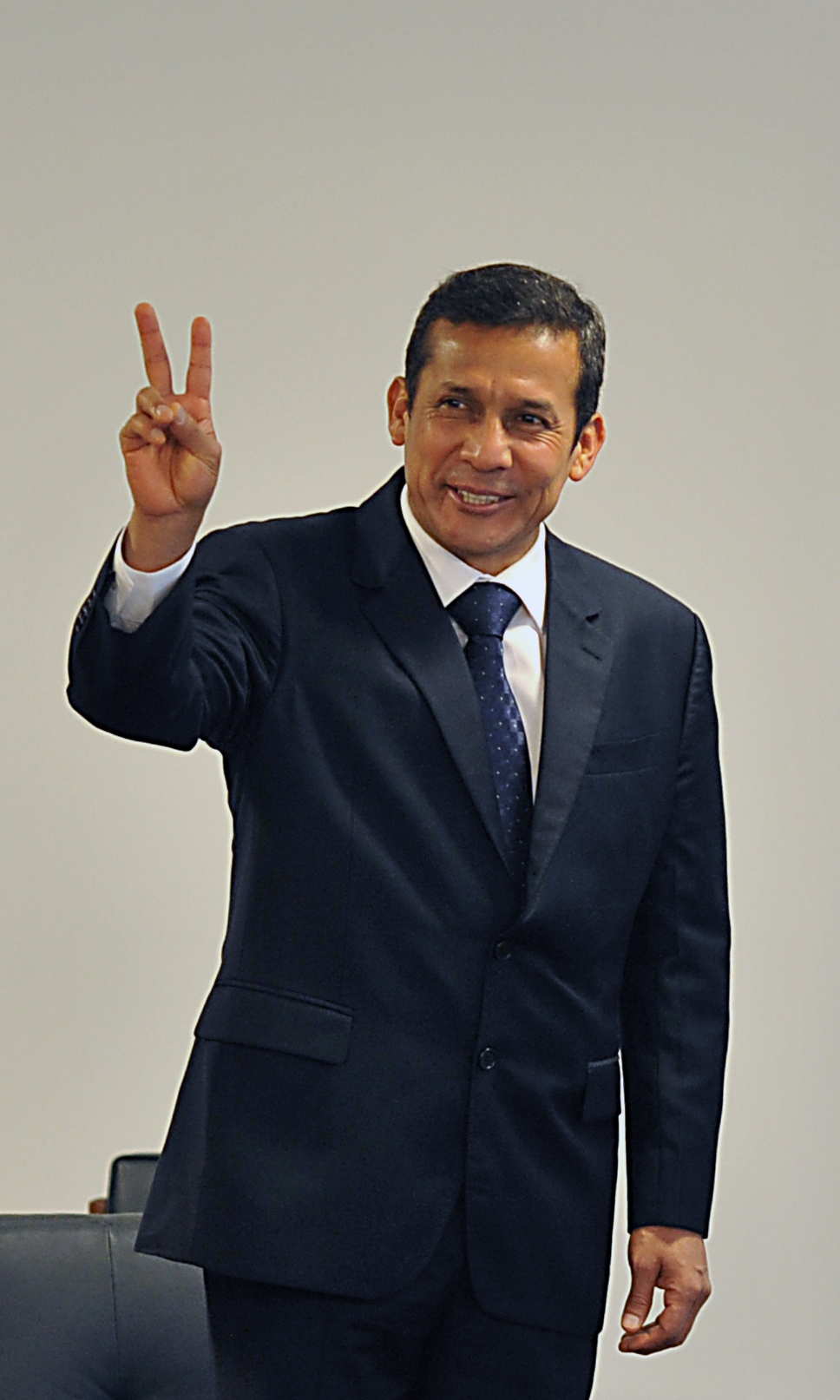
秘魯 总统奥良塔·乌马拉
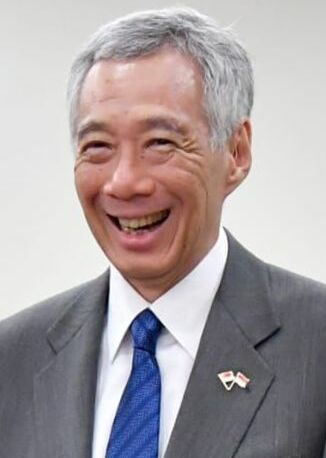
新加坡 总理李显龙
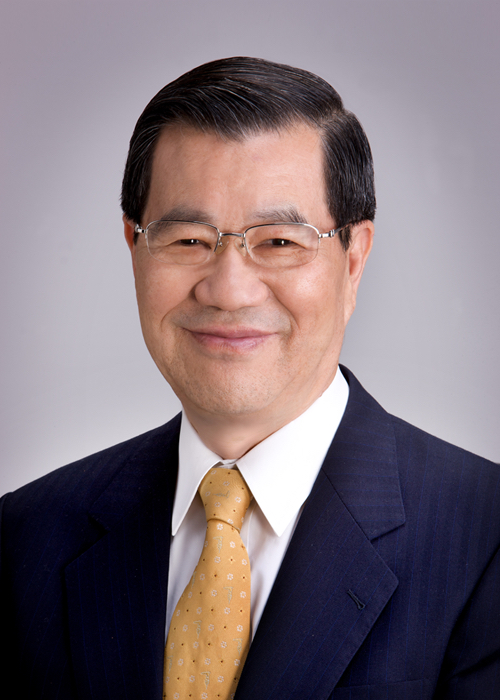
中華臺北 领袖代表蕭萬長
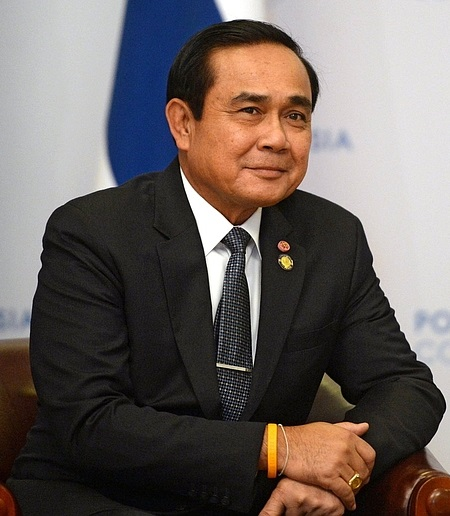
泰國 总理巴育
美國 总统奥巴马

## 加强互联互通伙伴关系对话会领导人

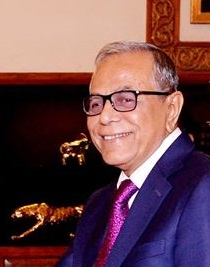
孟加拉 总统阿卜杜勒·哈米德
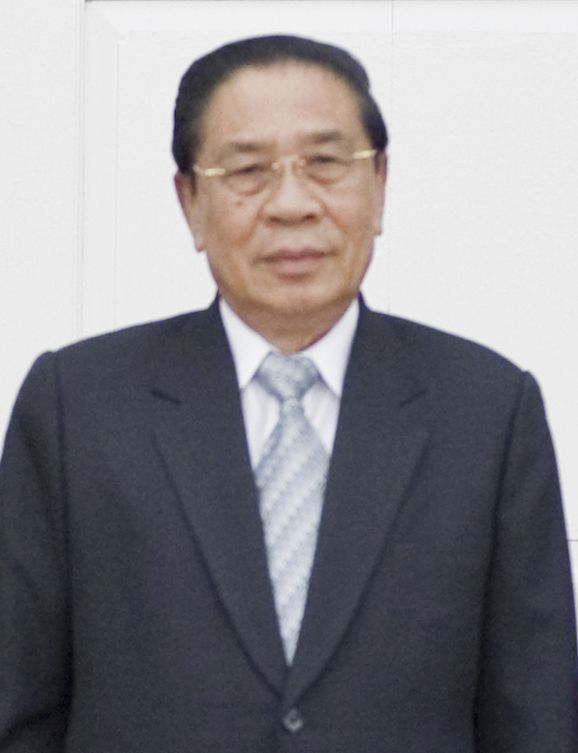
老挝 老挝人革党总书记、国家主席朱马利·赛雅贡
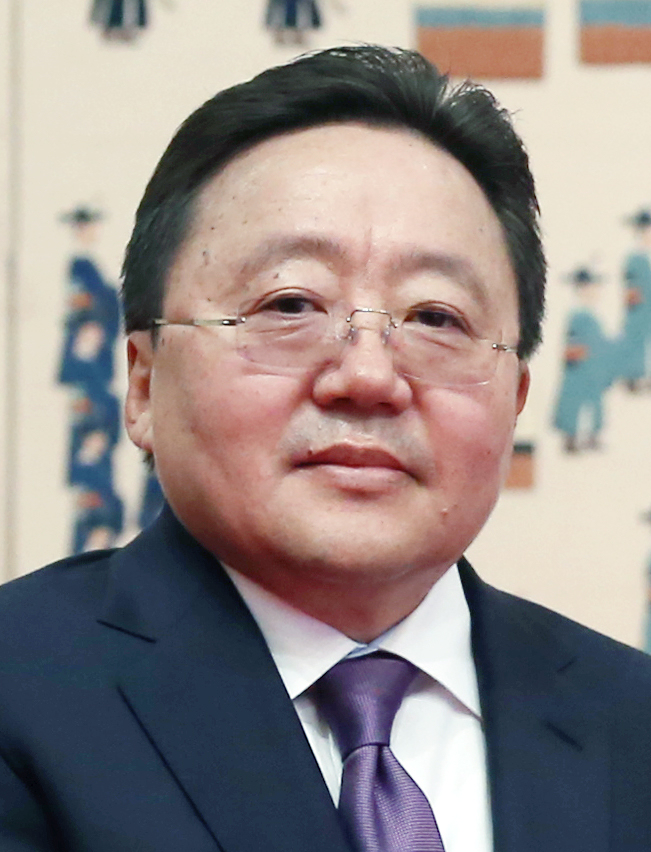
蒙古 总统查希亚·额勒贝格道尔吉

## 准备工作
会议活动举办地点：
- 国家会议中心
- 北京雁栖湖国际会展中心

新闻中心地点：
- 国家会议中心新闻中心：设在国家会议中心，2014年11月4日至11日运行。
- 雁栖湖新闻中心：设在红楼梦古都文化园，2014年11月10日至11日运行。

官方安排领导人入住的酒店为：
- 北京日出东方凯宾斯基酒店

官方推荐媒体入住的酒店为：
- 北京五洲皇冠国际酒店
- 北京北辰五洲大酒店
- 北京中奥华美达大酒店
- 中建雁栖湖景酒店
- 北京栖湖饭店

## 会议花絮
- 为迎接APEC会议环境整治工作，北京市对部分报亭[13]、四元桥汽配城[14]等建筑进行了清理。
- 为保障本次APEC会议期间的北京市的空气质量，经京津冀及周边地区大气污染防治协作小组研究决定，北京、廊坊、保定、石家庄、邢台、邯郸、天津市、唐山、衡水、沧州、济南、淄博、东营、德州、聊城、滨州等城市实施限行、限产、停产、停工等减排措施[15]。医疗[16]、殡葬[17]、邮政[18]、民政[19]、供暖[20]等均受到影响，會議期間的北京藍天被網民戲稱APEC藍。
- 为保障本次APEC会议的顺利进行，经中华人民共和国国务院批准，在京中央和国家机关、事业单位和社会组织以及北京市机关、事业单位和社会团体，从2014年11月7日至11月12日调休放假，放假时间总计6天。
- APEC会议期间，廊坊三河市、大厂回族自治县、香河县、固安县、安次区、广阳区、廊坊开发区，以及保定市区、涿州市、涞水县，除APEC会议保障、城市运行等必要工作岗位和大中小学、幼儿园外，其他各级机关、事业单位和社会团体调休放假[21]。
- APEC会议期间，河北省燃煤电力企业限产减排50%，钢铁、焦化、水泥、玻璃等重点行业高架源企业全部停产[22]；山西省通过停产或检修、限产、加强管理等措施，要求部分地市在确保达标排放的基础上，各项污染物排放量再减少30％[23]。部分地区部分领导因未落实APEC会议期间治污措施被约谈[24][25]。
- APEC会议期间，中国政府在APEC会场区域解除了对部分网站的封锁，Facebook、Twitter、美国之音中文网、BBC等在此可以正常使用。不过，除会场外的其他中国地区对这些网站的封锁仍在继续[26]。